# Чемпіонат світу з футболу 1974 (група 4)
Матчі Групи 4 першого групового етапу чемпіонату світу з футболу 1974 відбувалися з 15 по 23 червня 1974 року на стадіонах Олімпіаштадіон у Мюнхені та Некарштадіон у Штутгарті.
За результатами жеребкування до Групи 4 потрапили збірні Італії (з Кошика 1-Західна Європа), Польщі (Кошик 2-Східна Європа), Аргентини (Кошик 3-Південна Америка) та Гаїті (Кошик 4-Решта світу).
Путівки до другого групового етапу здобули польські й аргентинські футболісти. А фіналіст попередньої світової першості збірна Італії, а також абсолютний новачок чемпіонатів світу збірна Гаїті припинили боротьбу вже на першій груповій стадії.

## Турнірне становище
| Поз | Команда   | І | В | Н | П | ГЗ | ГП | РГ  | О | Кваліфікація                      |
| --- | --------- | - | - | - | - | -- | -- | --- | - | --------------------------------- |
| 1   | Польща    | 3 | 3 | 0 | 0 | 12 | 3  | +9  | 6 | Вихід до другого групового раунду |
| 2   | Аргентина | 3 | 1 | 1 | 1 | 7  | 5  | +2  | 3 | Вихід до другого групового раунду |
| 3   | Італія    | 3 | 1 | 1 | 1 | 5  | 4  | +1  | 3 |                                   |
| 4   | Гаїті     | 3 | 0 | 0 | 3 | 2  | 14 | −12 | 0 |                                   |

## Матчі
Час матчів зазначений за місцевим часом (CET)

### Італія — Гаїті
Свою першу гру на турнірі фіналісти попередньої світової першості італійці проводили проти новачка чемпіонатів світу і, відповідно, одного з головних аутсайдерів змагання, збірної Гаїті. Попри очевидну перевагу в класі і домінування на полі європейським футболістам не вдалося відкрити рахунок у першому таймі гри. Їх головний бомбардир попередніх років Луїджі Ріва вже пройшов пік форми, а ударам його молодшого партнера по нападу Джорджо Кінальї раз-по-раз бракувало точності.
А на самому початку другого тайму рахунок сенсаційно відкрила гаїтянська команда — Філіп Ворб з власної половини поля видав передачу на хід, м'яч підхопив Емманюель Санон, який на швидкості пройшов захисника Спінозі і, обігравши Діно Дзоффа, забив перший гол Гаїті на чемпіонатах світу. Враховуючи, що італійці до цього не пропускали у 12 офіційних матчах, несподіванний гол аутсайдерів світової першості на 1143-ій хвилині перервав неймовірну «суху» серію Дзоффа.
Поступаючись у рахунку, діючі віце-чемпіони світу влаштували облогу карного майданчика карибської команди, і вже на 52-ій хвилині зрівняли рахунок, коли після підкату гаїтянського захисника м'яч відскочив у район 11-метрової позначки, звідки Джанні Рівера розстріляв ворота суперників. На 66-ій хвилині Італію вивів уперед автогол Арсена Огюста, який зрізав м'яч у власні ворота після нескладного удару низом від Ромео Бенетті. В офіціальному протоколі матчу цей гол було записано саме на італійського півзахисника. А на 79-ій хвилині фактично зняв питання про переможця гри третій гол італійців, автором якого став П'єтро Анастазі, вразивши ворота після помилки захисника суперників, що не влучив по м'ячу, намагаючись вибити його у падінні головою.
По завершенні матчу гравці здали тести на допінг, який у гаїтянського захисника Жан-Жозефа виявився позитивним, після чого його дискваліфіковали на решту турніру.
| 15 червня 1974 18:00 CET |

| Італія                              | 3–1      | Гаїті     |
| ----------------------------------- | -------- | --------- |
| Рівера 52' Бенетті 66' Анастазі 79' | Протокол | Санон 46' |

| Олімпіаштадіон, Мюнхен Глядачів: 53,000 Арбітр: Вісенте Льобрегат (Венесуела) |

| Італія | Гаїті |

|                      |    |                       |  |     |
|                      |    |                       |  |     |
| ВР                   | 1  | Діно Дзофф            |  |     |
| ЗХ                   | 2  | Лучано Спінозі        |  |     |
| ЗХ                   | 3  | Джачінто Факкетті (к) |  |     |
| ЗХ                   | 5  | Франческо Моріні      |  |     |
| ЗХ                   | 6  | Тарчізіо Бурньїч      |  |     |
| ПЗ                   | 4  | Ромео Бенетті         |  |     |
| ПЗ                   | 7  | Сандро Маццола        |  |     |
| ПЗ                   | 8  | Фабіо Капелло         |  |     |
| ПЗ                   | 10 | Джанні Рівера         |  |     |
| НП                   | 9  | Джорджо Кіналья       |  | 76' |
| НП                   | 11 | Луїджі Ріва           |  |     |
| Заміни:              |    |                       |  |     |
| НП                   | 19 | П'єтро Анастазі       |  | 76' |
| Головний тренер:     |    |                       |  |     |
| Ферруччо Валькареджі |    |                       |  |     |

|                  |    |                   |     |     |
|                  |    |                   |     |     |
| ВР               | 1  | Анрі Франсійон    |     |     |
| ЗХ               | 3  | Арсен Огюст       |     |     |
| ЗХ               | 6  | П'єр Байонн       | 65' |     |
| ЗХ               | 12 | Ернст Жан-Жозеф   |     |     |
| ЗХ               | 14 | Вільнер Назер (к) |     |     |
| ПЗ               | 7  | Філіп Ворб        |     |     |
| ПЗ               | 8  | Жан-Клод Дезір    |     |     |
| ПЗ               | 9  | Едді Антуан       |     |     |
| НП               | 10 | Гі Франсуа        |     |     |
| НП               | 11 | Гі Сан-Віль       |     | 46' |
| НП               | 20 | Емманюель Санон   |     |     |
| Заміни:          |    |                   |     |     |
| НП               | 18 | Клод Бартелемі    |     | 46' |
| Головний тренер: |    |                   |     |     |
| Антуан Тассі     |    |                   |     |     |

| Асистенти арбітра: Павло Казаков (СРСР) Ніколае Райня (Румунія) |

### Польща — Аргентина
Обидві команди почали матч у гостроатакувальному стилі. Вже у його дебюті аргентинцям вдався швидкий вихід двома нападниками на одного оборонця, проте завершальному удару Маріо Кемпеса бракувало точності. А вже на сьомій хвилині після навісу з кутового їх воротар Даніель Карневалі не зумів зафіксувати м'яч, і Гжегож Лято забив свій перший гол на турнірі, скориставшись цією помилкою і розстрілявши порожні ворота. Аргентинці не встигли оговтатися від першого пропущеного гола, як на наступній хвилині пропустили удруге — їх гравець невдалою передачею на половині поля суперників обрізав свою команду і надав полякам чудову нагоду для швидкої контратаки, яку завершив Анджей Шармах.
Згодом польські футболісти мали низку нагод довести свою перевагу до трьох голів, зокрема двічі поціливши в стійку воріт аргентинців, а одного разу м'яч з порожніх воріт виніс аргентинський захисник. Південноамериканці повернулися в ігру лише на 60-ій хвилині, коли точний обвідний удар з ліній карного майданчика поляків вдався Рамону Ередії. Проте вже за дві хвилини сподівання своєї команди на швидке відновлення рівноваги в рахунку зруйнував аргентинський голкіпер Карневалі, який удруге у грі фактично асистував Гжегожу Лято — він увів м'яч у гру дальнім кидком рукою, проте прямо на польського нападника, який увірвався до карного майданчика аргентинців і з гострого кута вразив їх ворота, повернувши перевагу у два голи. Цього разу така перевага протрималася лише чотири хвилини, адже на 66-ій хвилині аргентинці провели масовану атаку, під час якої чотири їх удари з близької відстані блокувалися воротарем і захисниками суперників доки м'яч не відскочив до Карлоса Бабінгтона, якому залишилося лише вразити вільний кут воріт з декількох метрів. Рахунок 3:2 на користь польської збірної протримався до фінального свистка, хоча обидві команди ще мали нагоди відзначитися. Здолавши одного із фаворитів своєї групи, Польща, що брала участь у світовій першості уперше з 1938 року, зробила заявку аби стати одним з головних відкриттів турніру.
| 15 червня 1974 18:00 CET |

| Польща                 | 3–2      | Аргентина                |
| ---------------------- | -------- | ------------------------ |
| Лято 7', 62' Шармах 8' | Протокол | Ередія 60' Бабінгтон 66' |

| Некарштадіон, Штутгарт Глядачів: 32,700 Арбітр: Клайв Томас (Уельс) |

| Польща | Аргентина |

|                  |    |                      |  |     |
|                  |    |                      |  |     |
| ВР               | 2  | Ян Томашевський      |  |     |
| ЗХ               | 4  | Антоній Шимановський |  |     |
| ЗХ               | 6  | Єжи Горгонь          |  |     |
| ЗХ               | 9  | Владислав Жмуда      |  |     |
| ЗХ               | 10 | Адам Мусял           |  |     |
| ПЗ               | 12 | Казімеж Дейна (к)    |  |     |
| ПЗ               | 13 | Генрик Касперчак     |  |     |
| ПЗ               | 14 | Зигмунт Мащик        |  |     |
| ПЗ               | 16 | Гжегож Лято          |  |     |
| НП               | 17 | Анджей Шармах        |  | 70' |
| НП               | 18 | Роберт Гадоха        |  | 85' |
| Заміни:          |    |                      |  |     |
| НП               | 19 | Ян Домарський        |  | 70' |
| ПЗ               | 11 | Леслав Цмікевич      |  | 85' |
| Головний тренер: |    |                      |  |     |
| Казімеж Гурський |    |                      |  |     |

|                  |    |                        |     |     |
|                  |    |                        |     |     |
| ВР               | 1  | Даніель Карневалі      |     |     |
| ЗХ               | 5  | Анхель Бархас          |     | 67' |
| ЗХ               | 14 | Роберто Перфумо (к)    | 21' |     |
| ЗХ               | 16 | Франсіско Са           |     |     |
| ЗХ               | 20 | Енріке Вольфф          |     |     |
| ПЗ               | 3  | Карлос Бабінгтон       | 47' |     |
| ПЗ               | 6  | Мігель Анхель Бріндісі |     | 46' |
| ПЗ               | 10 | Рамон Ередія           |     |     |
| НП               | 2  | Рубен Аяла             |     |     |
| НП               | 4  | Агустін Бальбуена      |     |     |
| НП               | 13 | Маріо Кемпес           |     |     |
| Заміни:          |    |                        |     |     |
| ПЗ               | 11 | Рене Гаусман           |     | 46' |
| ПЗ               | 18 | Роберто Тельч          |     | 67' |
| Головний тренер: |    |                        |     |     |
| Владислао Кап    |    |                        |     |     |

| Асистенти арбітра: Тоні Бошкович (Австралія) Ганс-Йоахім Вайланд (ФРН) |

### Аргентина — Італія
По ходу матчу ініціативою володіли аргентинці, яким вдалося вийти уперед на 20-ій хвилині завдяки видовищному голу від Рене Гаусмана, який вколотив м'яч у ворота Дзоффа з десяти метрів, відгукнувшись на закид м'яча на хід у виконанні Карлоса Бабінгтона. Рахунок було зрівняно за десять хвилин до завершення першого тайму після подібної комбінації у виконанні італійців. Ромео Бенетті на швидкості увірвався до вільної зони у карному майданчику аргентинців, проте не зумів обробити верхову передачу — м'яч зажорстко відскочив від його грудей у напрямку воріт суперників, проте їх захисник Роберто Перфумо зробив невдалу спробу його вибити, зрізавши у власні ворота повз голкіпера. У другому таймі гострішими виглядали атаки південноамериканців, проте рахунок не змінився, насамперед на радість італійської команди, яка, поділивши очки з аргентинцями в очному протистоянні, залишила двоочковий відрив від них за тур до завершення турніру.
| 19 червня 1974 19:30 CET |

| Аргентина   | 1–1      | Італія           |
| ----------- | -------- | ---------------- |
| Гаусман 20' | Протокол | Перфумо 35' (аг) |

| Некарштадіон, Штутгарт Глядачів: 70,100 Арбітр: Павло Казаков (СРСР) |

| Аргентина | Італія |

|                  |    |                     |     |     |
|                  |    |                     |     |     |
| ВР               | 1  | Даніель Карневалі   |     |     |
| ЗХ               | 10 | Рамон Ередія        |     |     |
| ЗХ               | 14 | Роберто Перфумо (к) |     |     |
| ЗХ               | 16 | Франсіско Са        |     |     |
| ЗХ               | 20 | Енріке Вольфф       |     | 60' |
| ПЗ               | 3  | Карлос Бабінгтон    | 54' |     |
| ПЗ               | 11 | Рене Гаусман        |     |     |
| ПЗ               | 18 | Роберто Тельч       |     |     |
| НП               | 2  | Рубен Аяла          |     |     |
| НП               | 13 | Маріо Кемпес        |     |     |
| НП               | 22 | Ектор Ясальде       |     | 78' |
| Заміни:          |    |                     |     |     |
| ЗХ               | 9  | Рубен Гларія        |     | 60' |
| ПЗ               | 8  | Енріке Часаррета    |     | 78' |
| Головний тренер: |    |                     |     |     |
| Владислао Кап    |    |                     |     |     |

|                      |    |                       |     |     |
|                      |    |                       |     |     |
| ВР                   | 1  | Діно Дзофф            |     |     |
| ЗХ                   | 2  | Лучано Спінозі        |     |     |
| ЗХ                   | 3  | Джачінто Факкетті (к) |     |     |
| ЗХ                   | 5  | Франческо Моріні      |     | 66' |
| ЗХ                   | 6  | Тарчізіо Бурньїч      |     |     |
| ПЗ                   | 4  | Ромео Бенетті         | 48' |     |
| ПЗ                   | 7  | Сандро Маццола        |     |     |
| ПЗ                   | 8  | Фабіо Капелло         |     |     |
| ПЗ                   | 10 | Джанні Рівера         |     | 66' |
| НП                   | 11 | Луїджі Ріва           |     |     |
| НП                   | 19 | П'єтро Анастазі       |     |     |
| Заміни:              |    |                       |     |     |
| ЗХ                   | 15 | Джузеппе Вілсон       |     | 66' |
| ПЗ                   | 18 | Франко Каузіо         |     | 66' |
| Головний тренер:     |    |                       |     |     |
| Ферруччо Валькареджі |    |                       |     |     |

| Асистенти арбітра: Вінсенте Льобрегат (Венесуела) Рамон Баррето (Уругвай) |

### Гаїті — Польщі
Гравці польської команди зробили висновки із першої гри збірної Гаїті, в якій номінальні аутсайдери чемпіонату змусили похвилюватися вболівальників збірної Італії і ледь не покарали іменитих суперників за пасивність в атакувальних діях у першому таймі. Тому збірна Польщі від самого дебюту гри влаштувала штурм воріт карибської команди, який вже на 17-ій хвилині увінчався голом Гжегожа Лято після помилки захисника суперників, що не зміг винести м'яч. Вже за хвилину гаїтянські захисники не зуміли завадити Казімежу Дейні влучно замкнути головою навіс з кутового. А на 30-ій хвилині аналогічним голом відзначився Анджей Шармах. Загалом на перерву команду пішли за рахунку 5:0 на користь поляків, а в другому таймі м'яч ще двічі побував у воротах гаїтянців. Зокрема Шармах став автором хет-трика, а Гжегож Лято у другій грі турніру поспіль відзначився дублем. Таким чином ці польські атакувальні гравці за перші два матчі чемпіонату записали на свій рахунок по чотири голи.
| 19 червня 1974 19:30 CET |

| Гаїті | 0–7      | Польща                                                   |
| ----- | -------- | -------------------------------------------------------- |
|       | Протокол | Лято 17', 87' Дейна 18' Шармах 30', 34', 50' Горгонь 31' |

| Олімпіаштадіон, Мюнхен Глядачів: 25,300 Арбітр: Говіндасамі Суппія (Сінгапур) |

| Гаїті | Польща |

|                  |    |                   |     |     |
|                  |    |                   |     |     |
| ВР               | 1  | Анрі Франсійон    |     |     |
| ЗХ               | 3  | Арсен Огюст       |     |     |
| ЗХ               | 4  | Фріц Андре        |     | 37' |
| ЗХ               | 6  | П'єр Байонн       | 71' |     |
| ЗХ               | 14 | Вільнер Назер (к) |     |     |
| ПЗ               | 7  | Філіп Ворб        |     |     |
| ПЗ               | 8  | Жан-Клод Дезір    |     |     |
| ПЗ               | 9  | Едді Антуан       |     |     |
| ПЗ               | 10 | Гі Франсуа        |     |     |
| НП               | 15 | Роже Сан-Віль     |     | 46' |
| НП               | 20 | Емманюель Санон   |     |     |
| Заміни:          |    |                   |     |     |
| НП               | 18 | Клод Бартелемі    |     | 37' |
| ЗХ               | 13 | Серж Расін        |     | 46' |
| Головний тренер: |    |                   |     |     |
| Антуан Тассі     |    |                   |     |     |

|                  |    |                      |  |     |
|                  |    |                      |  |     |
| ВР               | 2  | Ян Томашевський      |  |     |
| ЗХ               | 4  | Антоній Шимановський |  |     |
| ЗХ               | 6  | Єжи Горгонь          |  |     |
| ЗХ               | 9  | Владислав Жмуда      |  |     |
| ЗХ               | 10 | Адам Мусял           |  | 71' |
| ПЗ               | 12 | Казімеж Дейна (к)    |  |     |
| ПЗ               | 13 | Генрик Касперчак     |  |     |
| ПЗ               | 14 | Зигмунт Мащик        |  | 65' |
| ПЗ               | 16 | Гжегож Лято          |  |     |
| НП               | 17 | Анджей Шармах        |  |     |
| НП               | 18 | Роберт Гадоха        |  |     |
| Заміни:          |    |                      |  |     |
| ПЗ               | 11 | Леслав Цмікевич      |  | 65' |
| ЗХ               | 5  | Збігнєв Гут          |  | 71' |
| Головний тренер: |    |                      |  |     |
| Казімеж Гурський |    |                      |  |     |

| Асистенти арбітра: Карой Палотаї (Угорщина) Еріх Лінемайр (Австрія) |

### Аргентина — Гаїті
Аргентинцям, які після двох перших матчів у групі мали в активі лише одне очко, неохідно було сподіватися на хоча б мінімальну поразку збірної Італії у паралельній грі та здолати аутсайдерів квартету, представників Гаїті, з перевагою у щонайменше три м'ячі. 
На 15-ій хвилині вони вийшли уперед завдяки голу від Ектора Ясальде, що зіграв на добиванні, коли його перший удар був відбитий воротарем суперників. За три хвилини той же Ясальде асистував Рене Гаусману, який став автором другого гола південноамериканців. На перерву команди пішли за рахунку 2:0 на користь аргентинців, який з огляду на аналогічного рахунку на користь збірної Польщі у паралельній грі, виводив їх до другого групового раунду. Утім аби утримати такий розподіл місць у підсумковій таблиці групи на випадок гола італійців, аргентинцям необхідно було забивати утретє, що їм вдалося вже на початку другого тайму, коли Рубен Аяла підрізав м'яч повз воротаря карибської команди після удару Енріке Вольффа зі штрафного. Утім перевага у необхідні три голи протрималася лише протягом восьми хвилин, адже на 68-ій хвилині після сейву аргентинського воротаря Карневалі м'яч відскочив до Емманюеля Санона, який з лінії карного майданчика потужним ударом лівою ногою відквітав один м'яч.
Перед аргентинцями знову постало завдання забивати, з яким вони впоралися вже за п'ять хвилин, коли Ектор Ясальде удруге за гру виявився найспритнішим на підбиранні м'ча. Оскільки під завісу паралельної гри італійцям вдалося мінімізувати відставання в рахунку від поляків, цей гол виявився не зайвим, і саме він дозволив Аргентині продовжити боротьбу на турнірі.
| 23 червня 1974 16:00 CET |

| Аргентина                             | 4–1      | Гаїті     |
| ------------------------------------- | -------- | --------- |
| Ясальде 15', 68' Гаусман 18' Аяла 55' | Протокол | Санон 63' |

| Олімпіаштадіон, Мюнхен Глядачів: 25,900 Арбітр: Пабло Санчес Ібаньєс (Іспанія) |

| Аргентина | Гаїті |

|                  |    |                        |     |     |
|                  |    |                        |     |     |
| ВР               | 1  | Даніель Карневалі      |     |     |
| ЗХ               | 10 | Рамон Ередія           | 60' |     |
| ЗХ               | 14 | Роберто Перфумо (к)    |     |     |
| ЗХ               | 16 | Франсіско Са           |     |     |
| ЗХ               | 20 | Енріке Вольфф          |     |     |
| ПЗ               | 3  | Карлос Бабінгтон       | 26' |     |
| ПЗ               | 11 | Рене Гаусман           |     | 57' |
| ПЗ               | 18 | Роберто Тельч          |     |     |
| НП               | 2  | Рубен Аяла             |     |     |
| НП               | 13 | Маріо Кемпес           |     | 52' |
| НП               | 22 | Ектор Ясальде          |     |     |
| Заміни:          |    |                        |     |     |
| НП               | 4  | Агустін Бальбуена      |     | 52' |
| ПЗ               | 6  | Мігель Анхель Бріндісі |     | 57' |
| Головний тренер: |    |                        |     |     |
| Владислао Кап    |    |                        |     |     |

|                  |    |                      |     |     |
|                  |    |                      |     |     |
| ВР               | 1  | Анрі Франсійон       |     |     |
| ЗХ               | 2  | Вільфрід Луї         |     |     |
| ЗХ               | 5  | Серж Дюкосте         |     |     |
| ЗХ               | 6  | П'єр Байонн          |     |     |
| ЗХ               | 13 | Серж Расін           |     |     |
| ЗХ               | 14 | Вільнер Назер (к)    |     | 25' |
| ПЗ               | 7  | Філіп Ворб           |     |     |
| ПЗ               | 8  | Жан-Клод Дезір       |     |     |
| ПЗ               | 9  | Едді Антуан          |     |     |
| НП               | 11 | Гі Сан-Віль          |     | 52' |
| НП               | 20 | Емманюель Санон      |     |     |
| Заміни:          |    |                      |     |     |
| ПЗ               | 17 | Жозеф-Маріон Леандре |     | 25' |
| НП               | 16 | Фріц Леандре         | 85' | 52' |
| Головний тренер: |    |                      |     |     |
| Антуан Тассі     |    |                      |     |     |

| Асистенти арбітра: Курт Ченшер (ФРН) Руді Глекнер (НДР) |

### Польща — Італія
Перед почтаком очного протистояння команди-учасниці очолювали турнірну таблицю групи і були головними фаворитами на вихід до другого групового раунду. Причому якщо поляки вже гарантовано не могли опуститися нижче другого місця, то діючим віце-чемпіонам світу було достатньо не програти. У своїй першій же атаці італійські гравці могли суттєво полегшити це завдання, коли польський воротар не дотягнувся до м'яча після навісу з флангу, і той досяг П'єтро Анастазі, якому вразити порожні ворота завадив лише поштовх у спину від Антонія Шимановського. На жаль для італійської команди рефері гри порушення правил у цьому епізоді не зафіксував.
Вирішальними для результату матчу і розподілу місць у підсумковій турнірній таблиці групи стали завершальні хвилини гри, на яких два навіси з правого флангу від Генрика Касперчака конвертувалися у два забитих голи. Спочатку у третій грі поспіль забив Анджей Шармах, чий влучний удар головою приніс йому п'ятий гол на турнірі, а згодом подібну ж передачу ударом ногою вдало замкнув Казімеж Дейна.
Таким чином Італія вийшла на другий тайм із завданням відквітати два голи. Апеннінська команда провела більшу його частину в атаках, зокрема одного разу поціливши в стійку воріт суперників і змусивши Яна Томашевського здійснити декілька сейвів. Утім досягти успіху їй вдалося лише одного разу, коли за п'ять хвилин до завершення гри відзначився Фабіо Капелло. Таким чином італійська команда досить сенсаційно припинила боротьбу вже після першої ж стадії першості.
| 23 червня 1974 16:00 CET |

| Польща               | 2–1      | Італія      |
| -------------------- | -------- | ----------- |
| Шармах 38' Дейна 44' | Протокол | Капелло 85' |

| Некарштадіон, Штутгарт Глядачів: 70,100 Арбітр: Ганс-Йоахім Вайланд (ФРН) |

| Польща | Італія |

|                  |    |                      |     |     |
|                  |    |                      |     |     |
| ВР               | 2  | Ян Томашевський      |     |     |
| ЗХ               | 4  | Антоній Шимановський |     |     |
| ЗХ               | 6  | Єжи Горгонь          |     |     |
| ЗХ               | 9  | Владислав Жмуда      |     |     |
| ЗХ               | 10 | Адам Мусял           | 84' |     |
| ПЗ               | 12 | Казімеж Дейна (к)    |     |     |
| ПЗ               | 13 | Генрик Касперчак     | 25' |     |
| ПЗ               | 14 | Зигмунт Мащик        |     |     |
| ПЗ               | 16 | Гжегож Лято          |     |     |
| НП               | 17 | Анджей Шармах        |     | 78' |
| НП               | 18 | Роберт Гадоха        |     |     |
| Заміни:          |    |                      |     |     |
| ПЗ               | 11 | Леслав Цмікевич      |     | 78' |
| Головний тренер: |    |                      |     |     |
| Казімеж Гурський |    |                      |     |     |

|                      |    |                       |     |     |
|                      |    |                       |     |     |
| ВР                   | 1  | Діно Дзофф            |     |     |
| ЗХ                   | 2  | Лучано Спінозі        |     |     |
| ЗХ                   | 3  | Джачінто Факкетті (к) |     |     |
| ЗХ                   | 5  | Франческо Моріні      |     |     |
| ЗХ                   | 6  | Тарчізіо Бурньїч      |     | 33' |
| ПЗ                   | 4  | Ромео Бенетті         |     |     |
| ПЗ                   | 7  | Сандро Маццола        |     |     |
| ПЗ                   | 8  | Фабіо Капелло         |     |     |
| ПЗ                   | 18 | Франко Каузіо         |     |     |
| НП                   | 9  | Джорджо Кіналья       |     | 46' |
| НП                   | 19 | П'єтро Анастазі       |     |     |
| Заміни:              |    |                       |     |     |
| ЗХ                   | 15 | Джузеппе Вілсон       |     | 33' |
| НП                   | 20 | Роберто Бонінсенья    | 71' | 46' |
| Головний тренер:     |    |                       |     |     |
| Ферруччо Валькареджі |    |                       |     |     |

| Асистенти арбітра: Вернер Вінземанн (Канада) Гаргард Шуленбург (ФРН) |